# 韮沢靖
韮沢 靖（、1963年〈昭和38年〉8月26日 - 2016年〈平成28年〉2月2日）は、造型師、キャラクターデザイナー、イラストレーター、漫画家。新潟県栃尾市（現長岡市）出身。中越高等学校卒業。血液型はO型。

## 経歴
小林誠のアシスタントを経て、1987年に雑誌『HOBBY JAPAN EXTRA』に小林デザインのマラサイをキット改造で製作し、モデラーとしてデビュー。フィギュアの原型を雑誌に掲載、映画では『ゴジラ FINAL WARS』などにキャラクターデザイナーとして参加。
2004年、前年の『仮面ライダー555』のクリーチャーデザインを担当していた篠原保の紹介により『仮面ライダー剣』のクリーチャーデザイン（アンデッドデザイン）で特撮作品に初参加。そのデザインを高く評価され、2006年にアンデッドデザイン画集『UNDEAD GREEN BLOOD』発売に至った。また東映プロデューサー・白倉伸一郎にもそのデザインを評価され、2006年の『仮面ライダーカブト』、2007年の『仮面ライダー電王』のクリーチャーデザインを担当した。2009年には『劇場版 超・仮面ライダー電王&ディケイド NEOジェネレーションズ 鬼ヶ島の戦艦』に登場する、悪役の「ゴルドラ」「シルバラ」のデザインを手掛ける。
2011年には篠原からの誘いにより『海賊戦隊ゴーカイジャー』へも参加している。
プロデュースした画集『Bitch's Life』には弐瓶勉も参加した。
2016年2月2日、腎不全により急逝。52歳没。

## 画風
主に頭蓋骨など、骨を取り入れたデザインやマーク、アシンメトリー（左右非対称）を好む。また、人型のクリーチャーには、歯を食い縛った表情をさせることが多い。
『仮面ライダー』関連のクリーチャーデザインにおいては、自身が熱烈な『仮面ライダー』ファンであることもあり、過去作（特に、幼少期に接した昭和ライダー）のライダーや怪人のデザインを取り入れる場合がある。また各作品ごとに共通のデザインテーマを決めている。
一方で器物をメインモチーフとしたクリーチャーは少なく、韮沢自身も難しいと述べている。

## 逸話
- 小学校の卒業文集に「KISSのメンバーかショッカーになりたい」と書いており、このころより後の作風に影響を与えるものを愛好していた[10]。
- 『電王』で主人公に憑依するイマジンたちについて、書籍で「怪人として怖そうにデザインしたのに、彼らにキャラクターとして人気が出た上に、『可愛い』と言われるとは想像もしておらず、驚いています」とコメントしている[要出典]。
- S.I.C.のVOL.13仮面ライダークウガとソフビ人形を使用した改造法の生みの親であり、『月刊ホビージャパン』2002年6月号に改造のやり方が掲載され、アナザーアギトのソフビなど合計7体を可動化させた。
- 2005年版『妖怪大戦争』のクリーチャーデザインを行った際、機怪だけでなく1968年版に登場したダイモンのリメイクデザインも書き上げている。

## 個展
阿佐ヶ谷ギャラリー白線で開催。夕方からライブドローイングも行う。
- 小個展Vol.-1 Body's 〜身体改造〜[11] 2009年11月15日〜30日
- NIRAISM Vol.01『Succubus』2010年2月14日〜28日
- NIRAISM Vol.02『PUNK!!』 2010年6月5日〜20日
- NIRAISM Vol.03『VILLAINS』2010年8月26日〜9月20日
- NIRAISM Vol.04 『The Mask』 韮沢靖×百武朋 展 2011年10月29日〜11月13日
- 海賊戦隊ゴーカイジャー韮沢靖デザイン画集『ザンギャック ワークス LOG』原画展 2012年10月19日〜11月4日

## トークライブ
- 『海賊戦隊ゴーカイジャー/画集「ザンギャックワークスLOG」』発売記念！　韮沢靖トークライブ - 2012年10月21日、阿佐ヶ谷LOFT-A

ゲスト：桂正和、百武朋 （特殊メイク師、映像作家、造形デザイナー）、司会：木原浩勝
- マンガと模型と酔っぱらい 〜桂寺竹韮ナイト〜 - 2013年6月9日、阿佐ヶ谷LOFT-A

ゲスト：桂正和、寺田克也、竹谷隆之
- 空山×韮沢～酔っぱらいトーク～ - 2015年3月27日、阿佐ヶ谷LOFT-A

出演：空山基、韮沢靖
- あやしのひと ～テラニラ～「恐怖！ラクガキ猿男」韮沢靖＋寺田克也 - 2015年7月24日、阿佐ヶ谷LOFT-A

出演：寺田克也、韮沢靖、ゲスト：内藤泰弘

## 映像作品
- 1988年『ドラゴンズヘブン』（ミニチュアエフェクトアシスタント　チーフ）
- 1989年『ゴジラvsビオランテ』（スーパーX2造形[12]）
- 1990年『モスラVSバガン』（バガンデザイン[1]、未制作）
- 1992年『真・仮面ライダー 序章』（バッタクリーチャー製作）
- 1997年『スペース・トラッカー』（コンセプチュアル・アーティスト）
- 2001年『バンパイアハンターD』（設定デザイン）
- 2001年『ファイナルファンタジー』（クリーチャーデザイン）
- 2002年『ギルステイン』（キャラクターデザイン）
- 2004年『仮面ライダー剣』（クリーチャーデザイン）[1]
- 2004年『劇場版 仮面ライダー剣 MISSING ACE』（クリーチャーデザイン）
- 2004年『ゴジラ FINAL WARS』（ガイガン・X星人デザイン[13][4][2][注釈 3]）
- 2005年『妖怪大戦争』（機怪デザイン）
- 2005年『牙狼〈GARO〉』（クリーチャーデザイン）[1]
- 2006年『仮面ライダーカブト』（クリーチャーデザイン）[1]
- 2006年『劇場版 仮面ライダーカブト GOD SPEED LOVE』（クリーチャーデザイン）
- 2006年『牙狼〈GARO〉スペシャル 白夜の魔獣』（クリーチャーデザイン）
- 2007年『仮面ライダー電王』（クリーチャーデザイン）[1]
- 2007年『劇場版 仮面ライダー電王 俺、誕生!』（イマジン）
- 2008年『仮面ライダー電王&キバ クライマックス刑事』（イマジン）
- 2008年『さらば仮面ライダー電王 ファイナル・カウントダウン』（キャラクターデザイン）
- 2009年『仮面ライダーディケイド』（クリーチャーデザイン）
- 2009年『仮面ライダーG』（クリーチャーデザイン）
- 2009年『劇場版 超・仮面ライダー電王&ディケイド NEOジェネレーションズ 鬼ヶ島の戦艦』（キャラクターデザイン）
- 2010年『仮面ライダー×仮面ライダー×仮面ライダー THE MOVIE 超・電王トリロジー』（クリーチャーデザイン）
  - EPISODE RED ゼロのスタートウィンクル
  - EPISODE BLUE 派遣イマジンはNEWトラル
  - EPISODE YELLOW お宝DEエンド・パイレーツ
- 2011年『オーズ・電王・オールライダー レッツゴー仮面ライダー』（デザイン<イマジン>）
- 2011年『海賊戦隊ゴーカイジャー』（キャラクターデザイン）[1][注釈 4]
- 2013年『アイアンマン：ライズ・オブ・テクノヴォア』（クリーチャーデザイン）

## 漫画
- 『PHANTOM CORE』（「HOBBY JAPAN EXTRA」連載、ホビージャパン社、ISBN 978-4-89425-025-3）
- 『DOESN’T』（「ギロチーナ」などの短編集、ワニマガジン社、ISBN 978-4898298886）
- 『PUNISHMENTER SODO』（「HOBBY JAPAN EXTRA」連載、『DOESN’T』に収録）

## 小説の表紙・挿絵
- 竜太と青い薔薇（上） ドラゴン・キッズ・アドベンチャー（2003年5月15日、講談社、ISBN 978-4061486157）- 松原秀行（著）
- 竜太と青い薔薇（下） ドラゴン・キッズ・アドベンチャー（2003年5月15日、講談社、ISBN 978-4061486164）- 松原秀行（著）
- 竜太と灰の女王（上） ドラゴン・キッズ・アドベンチャー（2004年3月15日、講談社、ISBN 978-4061486447）- 松原秀行（著）
- 竜太と灰の女王（下） ドラゴン・キッズ・アドベンチャー（2004年4月15日、講談社、ISBN 978-4061486485）- 松原秀行（著）

## 画集
- 1989年『FANTASTIC CREATURE WORLD』（大日本絵画、ISBN 978-4499205351）
- 1992年『CREATURE CORE』（立体作品集）（ホビージャパン、ISBN 978-4938461768）
- 1998年『NIRA WORKS　立体作品集 ニラ・ワークス』（ホビージャパン、ISBN 978-4894251908）
- 1998年『NIRAGRAM　韮沢靖作品集 ニラグラム』（メディアファクトリー、ISBN 978-4889916850）
- 2000年『CHAMELON　韮沢靖作品集 カメレオン』（グラフィック社、ISBN 978-4766111415）
- 2001年『Bitch's Life Illustration File』（グラフィック社、ISBN 978-4766112092）
- 2002年『DEVILMAN THE LIST』（立体作品集）（グラフィック社、ISBN 978-4766113150）

仮面ライダー関連
- 2006年『仮面ライダー剣 韮沢靖 アンデッドワークス UNDEAD GREENBLOOD』（ISBN 978-4840115780）
- 2007年『仮面ライダーカブト 韮沢靖 ワームワークス GITAI』（ISBN 978-4840120715）
- 2008年『仮面ライダー電王 韮沢靖 イマジンワークス SAY YOUR WISH』（ISBN 978-4840123440）（以上、すべてメディアファクトリー社刊）

## 書籍
- 荒野の女囚ライダー××× ([特装版コミック]) （2005年3月30日、イーストプレス、ISBN 978-4872575200） - フィギュア付きコミックボックス。 ヒロモト森一、竹谷隆之との共著
- スター・ウォーズ×マンガ【銀】（2005年12月22日、TOKYOPOP：インプレスコミュニケーションズ、ISBN 978-4844370192）
- 生物ビジュアル資料　深海魚（2010年12月10日、メディアファクトリー、ISBN 978-4766121940）
- 海賊戦隊ゴーカイジャー 韮沢靖 ザンギャック・ワークス LOG （2012年10月19日、メディアファクトリー、ISBN 978-4840148566）

## 電子書籍
- 竜太と青い薔薇（上） ドラゴン・キッズ・アドベンチャー（2003年5月15日、講談社、Kindle）
- 竜太と青い薔薇（下） ドラゴン・キッズ・アドベンチャー（2003年5月15日、講談社、Kindle）
- 竜太と灰の女王（上） ドラゴン・キッズ・アドベンチャー（2004年3月15日、講談社、Kindle）
- 竜太と灰の女王（下） ドラゴン・キッズ・アドベンチャー（2004年4月15日、講談社、Kindle）
- ファントム・コア（2012年11月24日、ぶんか社）
- ファンタスティック・クリーチャー・ワールド（2015年4月24日、クリーク・アンド・リバー社、Kindle）
- カメレオン　韮沢靖作品集　電子版（2015年4月24日、クリーク・アンド・リバー社、Kindle）
- NIRA WORKS　韮沢靖立体作品集　電子版（2015年4月24日、クリーク・アンド・リバー社、Kindle）
- DOESN'T（2015年4月24日、クリーク・アンド・リバー社、Kindle）
- PHANTOM CORE（2015年4月24日、クリーク・アンド・リバー社、Kindle）

## ゲーム
- 1991年（メガドライブ）『ビーストウォーリアーズ』（モンスターデザイン）
- 1993年（メガドライブ）『Aランクサンダー　誕生編』（クリーチャーデザイン）
- 1995年（SFC）『魔天伝説～戦慄のオーパーツ～』（クリーチャーデザイン）
- 1996年（セガサターン）『サイバードール』（キャラクターデザイン、広告用造形物作成）
- 1996年（セガサターン）『エネミー・ゼロ』（クリーチャーデザイン）
- 1997年（セガサターン）『龍的五千年 DRAGONS OF CHINA』（クリーチャーデザイン）
- 1997年（セガサターン）『VIRUS』（クリーチャーデザイン）
- 1998年（セガサターン）『DEEP FEAR』（キャラクター、クリーチャーデザイン）
- 1999年（PS）『倫敦精霊探偵団』（精霊デザイン）
- 2001年（PS）『ボルフォス』（デザイン全般）
- 2006年（XBOX 360）『BULLET WITCH バレットウイッチ』（ドラゴンバッツデザイン）
- 2008年（PS2）『POISON PINK』（魔神デザイン）
- 2012年（iPhone, Android）『DARK SUMMONER』（モンスターデザイン）
- 2013年（ニンテンドー3DS）『真・女神転生IV』新規悪魔デザイン（ケンタウロス、メデューサ、アスモデウス、ミチザネ、ルシファー、マサカド。『真・女神転生Ⅳ 公式設定画集』156-162pより）。
- 2016年（アーケード）『LORD of VERMILION Re:3』（カードイラスト）
- 2016年（スマホアプリ）『戦国修羅SOUL』石川五右衛門（キャラクターデザイン）
- 2016年（スマホアプリ）『ワールドチェイン』高師直（キャラクターデザイン、遺作）